# MC 렌
로런조 제럴드 패터슨(Lorenzo Jerald Patterson, 1969년 6월 14일 ~ )은 MC 렌(MC Ren)이라는 이름으로 잘 알려진 미국의 래퍼이다.

## 참여 작품
- 스트레이트 아웃 오브 컴턴

## 디스코그래피
- Ruthless for Life
- N.W.A. and the Posse
- Straight Outta Compton
- Niggaz4Life
- Kizz My Black Azz